# Рамазанов, Агабала
Агабала Рамазанов (азерб. Ağabala Ramazanov; 20 января 1993, Масаллы, Азербайджан) — бывший азербайджанский профессиональный футболист. Он играл на позиции нападающего за национальную сборную Азербайджана и, в последнее время, за клуб «Сабаил».
Он младший брат бывшего известного футболиста Заура Рамазанова.

## Клубная карьера
Агабала Рамазанов начал заниматься футболом в молодёжной команде «Нефтчи» до 19 лет.
Рамазанов начал свою взрослую карьеру в 2011 году в «Нефтчи». В 2012 году он перешел в «Хазар-Ленкорань».
В июне 2015 года Рамазанов перешел из «Хазар-Ленкорань» в «Сумгаит». В 2016 году он выступал за «Интер Баку», а в январе 2017 года был переведен в «Карабах».
24 мая 2018 года Карабах ФК объявил, что Рамазанов покинул клуб по истечении срока контракта. 26 мая 2018 года «Сабаил» объявил о подписании контракта с Рамазановым.
4 июня 2021 года Рамазанов подписал контракт на 1,5 года с «Зиря». Рамазанов покинул «Зиря» в конце мая 2022 года.
Рамазанов играл за «Сабаил» до окончания своей карьеры в июне 2024 года. 4 сентября 2024 года «Зиря» объявил, что Рамазанов будет работать тренером в клубе. 6 марта 2025 года клуб объявил о подписании контракта с Рамазановым и его присоединении к тренерскому штабу основной команды.

## Карьера в сборной
В 2013 году Агабалу пригласили в молодёжную сборную Азербайджана, с которой за два года он сыграл восемь матчей и забил два гола. В 2017 году вместе с Олимпийской сборной Азербайджана выиграл Исламские игры солидарности 2017 года. За основную сборную Азербайджан Агабала дебютировал 13 октября 2014 года в отборочном матче Чемпионата Европы 2016 года против сборной Хорватии.
| №  | Дата            | Оппонент          | Счёт | Голы | Пасы | Карточки | Минуты | Соревнование             |
| -- | --------------- | ----------------- | ---- | ---- | ---- | -------- | ------ | ------------------------ |
| 1  | 13 октября 2014 | Хорватия          | 0:6  | —    | —    | —        | 30'    | Отбор ЧЕ-2016 (группа H) |
| 2  | 17 ноября 2015  | Молдова           | 2:1  | 50′  | —    | 80'      | 45'    | Товарищеский матч        |
| 3  | 26 марта 2016   | Казахстан         | 0:1  | —    | —    | —        | 45'    | Товарищеский матч        |
| 4  | 26 мая 2016     | Андорра           | 0:0  | —    | —    | —        | 90'    | Товарищеский матч        |
| 5  | 29 мая 2016     | Македония         | 1:3  | —    | —    | —        | 45'    | Товарищеский матч        |
| 6  | 3 июня 2016     | Канада            | 1:1  | —    | —    | —        | 90'    | Товарищеский матч        |
| 7  | 4 сентября 2016 | Сан-Марино        | 1:0  | —    | —    | —        | 89'    | Отбор ЧМ-2018 (группа С) |
| 8  | 8 октября 2016  | Норвегия          | 1:0  | —    | 1    | —        | 90'    | Отбор ЧМ-2018 (группа С) |
| 9  | 11 октября 2016 | Чехия             | 0:0  | —    | —    | —        | 19'    | Отбор ЧМ-2018 (группа С) |
| 10 | 11 ноября 2016  | Северная Ирландия | 0:4  | —    | —    | —        | 15'    | Отбор ЧМ-2018 (группа С) |
| 11 | 9 марта 2017    | Катар             | 2:1  | —    | —    | —        | 68'    | Товарищеский матч        |
| 12 | 4 сентября 2017 | Сан-Марино        | 5:1  | —    | —    | —        | 28'    | Отбор ЧМ-2018 (группа С) |
| 13 | 8 июня 2019     | Венгрия           | 1:3  | —    | 1    | —        | 31'    | Отбор ЧЕ-2020 (группа E) |
| 14 | 11 июня 2019    | Словакия          | 1:5  | —    | 1    | —        | 61'    | Отбор ЧЕ-2020 (группа E) |
| 15 | 6 сентября 2019 | Уэльс             | 1:2  | —    | —    | —        | 4'     | Отбор ЧЕ-2020 (группа E) |
| 16 | 9 октября 2019  | Бахрейн           | 3:2  | —    | —    | 48'      | 90'    | Товарищеский матч        |
| 17 | 13 октября 2019 | Венгрия           | 0:1  | —    | —    | —        | 85'    | Товарищеский матч        |

Итого: сыграно матчей: 17 / забито голов: 1; победы: 6, ничьи: 3, поражения: 8.

## Достижения
«Нефтчи»
- Чемпион Азербайджана: 2011/12

«Карабах»
- Чемпион Азербайджана: 2017/18

«Хазар-Ленкорань»
- Обладатель Суперкубка Азербайджана: 2013

Азербайджан (до 23)
- Победитель Исламских игр солидарности: 2017